# World of bright futures
World of bright futures is een studioalbum van Tim Bowness met zijn toenmalige muziekgroep Samuel Smiles. Het album verscheen toen de band No-man waarvan hij deel uitmaakte even stil lag door de werkzaamheden door medelid Steven Wilson. De opnamen vonden verspreid plaats in geluidsstudios binnen Engeland. Bowness voelde zich geïnspireerd door Nick Drake en Jean Rhys.

## Musici
- Tim Bowness – zang
- Mike Bearpark – gitaar, drummachine
- Peter Chilvers – piano, basgitaar
- Myke Clifford – saxofoon, percussie

Met
- Rick Edwards – percussie
- Steven Wilson – gitaar op (Watching) Over me
- Sandra O’Neill – achtergrondzang
- Colin Edwin – contrabas
- Tony Harn - gitaar op Red eye removal

## Muziek
Compact disc 1 bevat de opnamen van het eingelijke album. Als bonusdisc werden liveopnamen vrijgegeven van Londen april 1996 (1 en 2) en Cambridge augustus 1993 (3, 4 en 5) in de samenstelling Bowness, Bearpark, Chilvers en Marianne de Chartelaine (cello). Two hands is afkomstig van het album Beat van King Crimson.

| Nr. | Titel                                                                            | Duur |
| --- | -------------------------------------------------------------------------------- | ---- |
| 1.  | World of bright futures (Bearpark, Bowness, Chilvers)                            | 5:28 |
| 2.  | Dreaming of Babylon (Bowness, Chilvers)                                          | 5:37 |
| 3.  | (Watching) Over me (Bowness)                                                     | 3:33 |
| 4.  | Sorry looking soldier (Bowness)                                                  | 4:52 |
| 5.  | Two hands (Adrian Belew, Margaret Belew, Bill Bruford, Robert Fripp, Tony Levin) | 3:04 |
| 6.  | Red eye removal (Bowness, Tony Harn)                                             | 4:15 |
| 7.  | Something of you (Bowness, Chilvers)                                             | 3:24 |
| 8.  | Lisa/Ophelia (Bearpark, Peter Hammill)                                           | 4:52 |
| 9.  | Small (Bowness)                                                                  | 4:35 |
| 10. | Smaller (Bowness)                                                                | 1:30 |

| Nr. | Titel                                  | Duur |
| --- | -------------------------------------- | ---- |
| 1.  | Come to me (Bearpark, Bowness)         | 3:28 |
| 2.  | Never lose control (Bearpark, Bowness) | 2:43 |
| 3.  | Something of you (Bowness, Chilvers)   | 3:04 |
| 4.  | Sweet kiss (Bearpark, Bowness)         | 4:18 |
| 5.  | Brightest blue (Bearpark, Bowness)     | 4:00 |